# Wolfgang Overath
Wolfgang Overath (Siegburg, 29 september 1943) is een Duits ex-voetballer en sinds juni 2004 is hij president van zijn oude club 1. FC Köln. Met het Duitse nationaal elftal werd hij 1974 wereldkampioen en met 1. FC Köln werd hij 1964 Duits kampioen.
Wolfgang Overath speelde van 1953 - 1962 voor de club Siegburger SV, en van 1962 - 1977 voor de 1. FC Köln. Voor dat hij president werd van 1. FC Köln bleef hij tientallen jaren een belangrijk lid en adviseur van zijn oude en "enige" club. Zijn eerste handeling als president in 2004 was om Huub Stevens als nieuwe trainer te benoemen. In 2006 slaagde hij er in om na uiterst lange onderhandelingen zijn vriend en oud trainer Christoph Daum als trainer te winnen.

## Successen
- 1964: Duitse Kampioen met 1. FC Köln
- 1968 en 1977: Duitse DFB-Pokal winnaar met 1. FC Köln
- 1965 en 1973: 2e plaats in de 1. Bundesliga 1. FC Köln
- 1974: Wereldkampioen voetbal

1 Maier ·
2 Vogts ·
3 Breitner ·
4 Schwarzenbeck ·
5 Beckenbauer  ·
6 Höttges ·
7 Wimmer ·
8 Cullman ·
9 Grabowski ·
10 Netzer ·
11 Heynckes ·
12 Overath ·
13 Müller ·
14 Hoeneß ·
15 Flohe ·
16 Bonhof ·
17 Hölzenbein ·
18 Herzog ·
19 Kapellmann ·
20 Kremers ·
21 Nigbur ·
22 Kleff ·
Coach: Schön